# Le Poiré-sur-Velluire
Pour les articles homonymes, voir Poiré (homonymie).
Le Poiré-sur-Velluire est une ancienne commune française située dans le département de la Vendée en région Pays de la Loire.

## Géographie
Le territoire municipal du Poiré-sur-Velluire s’étend sur 1 702 hectares. L’altitude moyenne de la commune est de 9 mètres, avec des niveaux fluctuant entre 1 et 42 mètres,.

## Histoire
Le Poiré-sur-Velluire est occupé à l'époque gauloise par une grande agglomération attribuée au peuple des Pictons. Fondée au IIIe siècle avant notre ère, elle est abandonnée peu avant la guerre des Gaules. 
Pour l'époque moderne, la commune possédait un des marchés aux volailles les plus importants de la région jusqu'au milieu du XXe siècle. On y élevait aussi notamment la fameuse oie grise du Marais poitevin.
Le 1er janvier 2019, la commune fusionne avec Velluire pour former la commune nouvelle des Velluire-sur-Vendée dont la création est actée par un arrêté préfectoral du 17 août 2018.

## Politique et administration

### Liste des maires
| Période                                  | Période          | Identité     | Étiquette | Qualité                 |
| ---------------------------------------- | ---------------- | ------------ | --------- | ----------------------- |
| 21 mars 2008                             | 31 décembre 2018 | Alain Remaud | DIV       | Militaire à la retraite |
| Les données manquantes sont à compléter. |                  |              |           |                         |

### Liste des maires délégués
| Période        | Période     | Identité     | Étiquette | Qualité                                                           |
| -------------- | ----------- | ------------ | --------- | ----------------------------------------------------------------- |
| 3 janvier 2019 | 18 mai 2020 | Alain Remaud | DIV       | Militaire à la retraite Maire des Velluire-sur-Vendée (2019-2020) |

À la suite du renouvellement du 15 mars 2020, le premier conseil municipal des Velluire-sur-Vendée fait le choix de ne nommer aucun maire délégué dans les communes déléguées. Ainsi, depuis le 18 mai 2020, le poste de maire délégué du Poiré-sur-Velluire est vacant.

## Démographie
L'évolution du nombre d'habitants est connue à travers les recensements de la population effectués dans la commune depuis 1793. Pour les communes de moins de 10 000 habitants, une enquête de recensement portant sur toute la population est réalisée tous les cinq ans, les populations de référence des années intermédiaires étant quant à elles estimées par interpolation ou extrapolation. Pour la commune, le premier recensement exhaustif entrant dans le cadre du nouveau dispositif a été réalisé en 2005.

En 2016, la commune comptait 660 habitants, en évolution de +5,26 % par rapport à 2010 (Vendée : +5,33 %, France hors Mayotte : +2,11 %).
| 1793 | 1800  | 1806  | 1821  | 1831  | 1836  | 1841  | 1846  | 1851  |
| ---- | ----- | ----- | ----- | ----- | ----- | ----- | ----- | ----- |
| 980  | 1 084 | 1 127 | 1 168 | 1 248 | 1 285 | 1 300 | 1 296 | 1 273 |

| 1856  | 1861  | 1866  | 1872  | 1876  | 1881  | 1886  | 1891  | 1896  |
| ----- | ----- | ----- | ----- | ----- | ----- | ----- | ----- | ----- |
| 1 328 | 1 274 | 1 307 | 1 293 | 1 272 | 1 222 | 1 192 | 1 187 | 1 160 |

| 1901  | 1906  | 1911  | 1921 | 1926 | 1931 | 1936 | 1946 | 1954 |
| ----- | ----- | ----- | ---- | ---- | ---- | ---- | ---- | ---- |
| 1 116 | 1 100 | 1 072 | 941  | 928  | 863  | 803  | 789  | 762  |

| 1962 | 1968 | 1975 | 1982 | 1990 | 1999 | 2005 | 2006 | 2010 |
| ---- | ---- | ---- | ---- | ---- | ---- | ---- | ---- | ---- |
| 739  | 712  | 728  | 693  | 666  | 633  | 629  | 631  | 627  |

| 2015 | 2016 | - | - | - | - | - | - | - |
| ---- | ---- | - | - | - | - | - | - | - |
| 663  | 660  | - | - | - | - | - | - | - |

## Culture locale et patrimoine

### Lieux et monuments
- Église Saint-Nicolas.
- Château du XIIe siècle modifié fin du XVIe ;
- Réserve naturelle régionale du Marais communal du Poiré-sur-Velluire ;

### Héraldique
| Blason | Blasonnement : Taillé : au premier, d'azur au château d'or, ouvert et ajouré de gueules, maçonné de sable ; au second, de sinople au portail de chapelle d'argent, croiseté et maçonné de sable ; à la traverse ondée d'argent brochant sur la partition ; le tout sommé d'un chef cousu de sable chargé de trois croisettes pattées d'argent. |

## Pour approfondir